# François Trophime Rebecqui
François Trophime Rebecqui o Rebecquy (Marsella, 2 de septiembre de 1744-Marsella, 1 de mayo de 1794) fue un político del período de la Revolución francesa.

## Biografía
Tomó partido en los motines en la Provenza de 1789, no siendo condenado gracias a la intervención de Honoré Gabriel Riquetti, conde de Mirabeau. En 1790 fue administrador de Bocas del Ródano y denunciado por los realistas como ultrarrevolucionario, pero fue absuelto por el tribunal de Orleans en 1792. Individuo de la Convención Nacional, votó a favor de la muerte de Luis XVI, pero con la apelación al pueblo. Se enemistó poco después con Robespierre y dimitió del cargo de diputado, intentando entonces sublevar la Provenza, pero al fracasar, se suicidó arrojándose al mar.